# 김경량 (조선)
김경량(金敬良)은 연산군때의 조선의 환관이다.
다과(茶果) 준비하는 일을 관장하던 상다(尙茶, 정3품)를 지냈다. 묘는 서울 은평구 진관동 이말산에 위치해 있다.